# Hidetaka Yoshioka
Pour les articles homonymes, voir Yoshioka (homonymie).
Hidetaka Yoshioka (吉岡秀隆, Yoshioka Hidetaka), né le 12 août 1970, à Warabi, au Japon, est un acteur japonais, connu pour sa carrière passée d'enfant-acteur.

## Biographie
Hidetaka Yoshioka fut marié à l'actrice Yuki Uchida de 2002 à 2005.

## Filmographie partielle
- 1980 : L'Écho de la montagne (遙かなる山の呼び声, Haruka naru yama no yobigoe?) de Yōji Yamada : Takeshi Kazami
- 1981 : C'est dur d'être un homme : Tora-san et la geisha (男はつらいよ 浪花の恋の寅次郎, Otoko wa tsurai yo: Naniwa no koino Torajirō?) de Yōji Yamada : Mitsuo Suwa
- 1981 : C'est dur d'être un homme : La Promesse (男はつらいよ 寅次郎紙風船, Otoko wa tsurai yo: Torajirō kamifūsen?) de Yōji Yamada : Mitsuo Suwa
- 1982 : C'est dur d'être un homme : L'Indécis (男はつらいよ 寅次郎あじさいの恋, Otoko wa tsurai yo: Torajirō ajisai no koi?) de Yōji Yamada : Mitsuo Suwa
- 1982 : C'est dur d'être un homme : Le Conseiller (男はつらいよ 花も嵐も寅次郎, Otoko wa tsurai yo: Hana mo arashi mo Torajirō?) de Yōji Yamada : Mitsuo Suwa
- 1983 : C'est dur d'être un homme : La Chanteuse (男はつらいよ 旅と女と寅次郎, Otoko wa tsurai yo: Tabi to onna to Torajirō?) de Yōji Yamada : Mitsuo Suwa
- 1983 : C'est dur d'être un homme : Priez pour nous Tora-san (男はつらいよ 口笛を吹く寅次郎, Otoko wa tsurai yo: Kuchibue o fuku Torajirō?) de Yōji Yamada : Mitsuo Suwa
- 1984 : C'est dur d'être un homme : Marions-les (男はつらいよ 夜霧にむせぶ寅次郎, Otoko wa tsurai yo: Yogiri ni musebu Torajirō?) de Yōji Yamada : Mitsuo Suwa
- 1984 : C'est dur d'être un homme : Amour interdit (男はつらいよ　寅次郎真実一路, Otoko wa tsurai yo: Torajirō shinjitsu ichiro?) de Yōji Yamada : Mitsuo Suwa
- 1985 : C'est dur d'être un homme : Le Cœur sur la main (男はつらいよ 寅次郎恋愛塾, Otoko wa tsurai yo: Torajirō ren'aijuku?) de Yōji Yamada : Mitsuo Suwa
- 1985 : C'est dur d'être un homme : L'Institutrice (男はつらいよ 柴又より愛をこめて, Otoko wa tsurai yo: Shibamata yori ai o komete?) de Yōji Yamada : Mitsuo Suwa
- 1986 : C'est dur d'être un homme : L'Oiseau bleu du bonheur (男はつらいよ 幸福の青い鳥, Otoko wa tsurai yo: Shiawase no aoi tori?) de Yōji Yamada : Mitsuo Suwa
- 1986 : Prise finale (キネマの天地, Kinema no tenchi?) de Yōji Yamada : Mitsuo
- 1987 : C'est dur d'être un homme : En route pour Hokkaidō ! (男はつらいよ 知床慕情, Otoko wa tsurai yo: Shiretoko bojō?) de Yōji Yamada : Mitsuo Suwa
- 1987 : C'est dur d'être un homme : Il était une fois Tora-san (男はつらいよ 寅次郎物語, Otoko wa tsurai yo: Torajirō monogatari?) de Yōji Yamada : Mitsuo Suwa
- 1988 : C'est dur d'être un homme : Quelle salade ! (男はつらいよ 寅次郎サラダ記念日, Otoko wa tsurai yo: Torajirō sarada kinenbi?) de Yōji Yamada : Mitsuo Suwa
- 1989 : C'est dur d'être un homme : Détour par Vienne (男はつらいよ 寅次郎心の旅路, Otoko wa tsurai yo: Torajirō kokoro no tabiji?) de Yōji Yamada : Mitsuo Suwa
- 1989 : C'est dur d'être un homme : Mon oncle (男はつらいよ ぼくの伯父さん, Otoko wa tsurai yo: Boku no ojisan?) de Yōji Yamada : Mitsuo Suwa
- 1990 : C'est dur d'être un homme : Les Vacances de Tora-san (男はつらいよ 寅次郎の休日, Otoko wa tsurai yo: Torajirō no kyūjitsu?) de Yōji Yamada : Mitsuo Suwa
- 1991 : C'est dur d'être un homme : La Confession (男はつらいよ 寅次郎の告白, Otoko wa tsurai yo: Torajirō no kokuhaku?) de Yōji Yamada : Mitsuo Suwa
- 1992 : C'est dur d'être un homme : C'est dur d'être Tora-san (男はつらいよ 寅次郎の青春, Otoko wa tsurai yo: Torajirō no seishun?) de Yōji Yamada : Mitsuo Suwa
- 1993 : C'est dur d'être un homme : La Proposition de mariage (男はつらいよ 寅次郎の縁談, Otoko wa tsurai yo: Torajirō no endan?) de Yōji Yamada : Mitsuo Suwa
- 1994 : C'est dur d'être un homme : La Dame du lac (男はつらいよ 拝啓 車寅次郎様, Otoko wa tsurai yo: Haikei, Kuruma Torajirō-sama?) de Yōji Yamada : Mitsuo Suwa
- 1995 : C'est dur d'être un homme : Tora-san à la rescousse (男はつらいよ 寅次郎紅の花, Otoko wa tsurai yo: Torajirō kurenai no hana?) de Yōji Yamada : Mitsuo Suwa
- 1996 : Gakko II (学校II, Gakkō II?) de Yōji Yamada
- 1997 : C'est dur d'être un homme : Retour à Okinawa (男はつらいよ 寅次郎ハイビスカスの花 特別篇, Otoko wa tsurai yo: Torajirō haibisukasu no hana tokubetsuhen?) de Yōji Yamada : Mitsuo Suwa
- 1998 : Gakko III (学校ＩＩＩ?) de Yōji Yamada
- 1999 : Poppoya (鉄道員?) de Yasuo Furuhata : Hideo Sugiura
- 2003-2006 : La Clinique du Dr Koto : Kensuke Gotō
- 2004 : La Servante et le Samouraï (隠し剣 鬼の爪, Kakushi ken oni no tsume?) de Yōji Yamada
- 2007 : Always zoku sanchōme no yūhi (ALWAYS 続・三丁目の夕日?) de Takashi Yamazaki
- 2002 : La mer regarde (海は見ていた, Umi wa miteita?) de Kei Kumai : Ihara Fusanosuke
- 2002 : Letters from the Mountains de Takashi Koizumi : Dr. Nakamura
- 2004 : Han'ochi (半落ち?) de Kiyoshi Sasabe
- 2014 : La Maison au toit rouge (小さいおうち, Chiisai o-uchi?) de Yōji Yamada : Itakura
- 2019 : C'est dur d'être un homme : Tora-san pour toujours (男はつらいよ お帰り 寅さん, Otoko wa tsurai yo: Okaeri Tora-san?) de Yōji Yamada : Mitsuo Suwa
- 2020 : Fukushima 50 de Setsurō Wakamatsu : Takumi Maeda
- 2023 : Godzilla Minus One (ゴジラ-1.0, Gojira Mainasu Wan?) de Takashi Yamazaki : Kenji Noda

## Distinctions

### Récompenses
- 1997 : prix Mainichi du meilleur second rôle pour Gakko II[1]
- 2008 : prix du meilleur acteur à la Japanese Academy pour Always zoku sanchōme no yūhi